# Nieuwe Keizersgracht 37

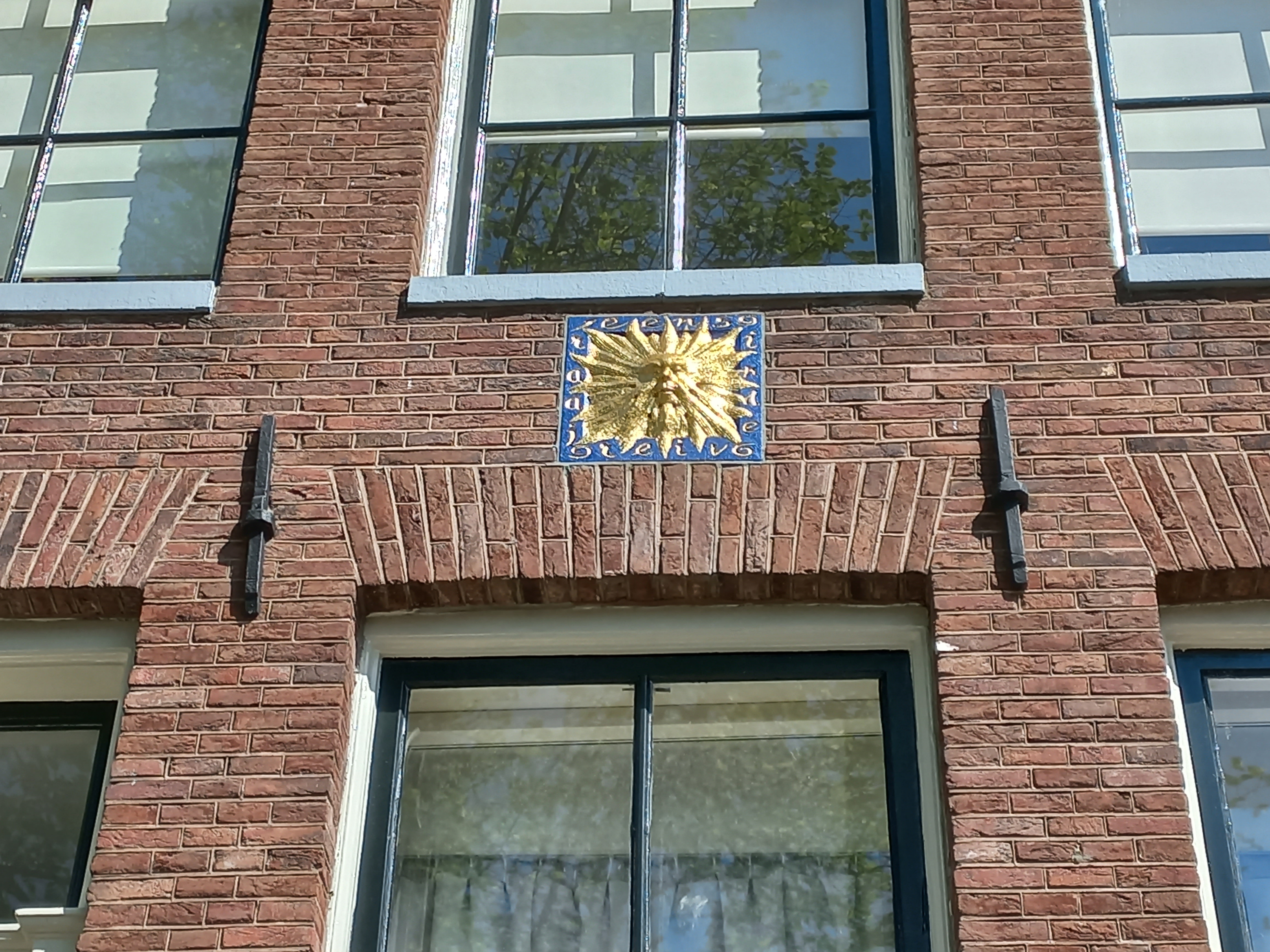
Schrikkeljaar (juni 2024)

Nieuwe Keizersgracht 37 te Amsterdam is een gebouw aan de Nieuwe Keizersgracht in Amsterdam-Centrum, Het gebouw is sinds 1970 een rijksmonument (2768).

## Gebouw
Het gebouw staat in de noordelijke gevelwand van de Nieuwe Keizersgracht tussen de Weesperstraat en het Hortusplantsoen annex J.W. Overloopplantsoen. Het gebied maakte deel uit van de Jodenbuurt met veel Joodse gezinnen; de Portugees-Israëlitische Synagoge en Grote Synagoge staan om de hoek.

De omschrijving van het gebouw in het monumentenregister is zeer summier (de omschrijvingen van huisnummers 35 en 39 zijn hetzelfde): 
Pand met gevel onder verhoogde lijst uit de eerste kwart van de 18e eeuw
Eigenaar sinds 1962 Stadsherstel heeft een uitgebreider verhaal, maar dan vooral gericht op de historie. Het gebouw is het middelste pand binnen een drietal vrijwel identieke gebouwen. Het perceel werd in 1727 aangekocht door een driemanschap, die min of meer familiair en financieel aan elkaar gebonden waren. Het erf dat later huisnummer 37 kreeg kwam in handen van Jan Teepken, die het al snel doorverkocht aan Christoffel Bormeester, die de drie percelen in 1730 liet bebouwen. Erg gezellig was het er niet, aan de achterzijde keek men uit op het Sint-Anthoniskerkhof, alwaar mensen werden begraven die geen grafzerk of iets dergelijks konden betalen. Het kerkhof werd rond 1866 gesloten (geen begraafplaatsen in de woonkern Amsterdam). Daarna keek men uit over een proeftuin van de Hortus Botanicus Amsterdam. Het merendeel van de bewoners was Joods, terug te vinden in de eerste naam van de gracht Joodsche Keizersgracht. Dat betekent ook dat tijdens de oorlogsjaren het aantal bewoners door deportatie en Holocaust flink afnam. Stadsherstel kwam er achter dat slechts drie van de twintig het tijdperk overleefden; het had daarin een gelijk beeld met de gehele Nieuwe Keizersgracht. Op huisnummer 33 was nog enige tijd een schuilsynagoge ingericht. Het gebouw behoort volgens Stadsherstel tot het Joods Erfgoed, dat langs de gracht toch een aanmerkelijk deuk had opgelopen door de combinatie sloop en nieuwbouw na de oorlog.
De drie gebouwen hebben een klassieke indeling van de grachtenpanden. Voor bedrijfjes was er een souterrain, vervolgens een verhoogde bel-etage, daarboven nog twee woonetages en dan nog twee opslagetages (na restauratie te herkennen aan luikvormige vensters). In de jaren negentig van de 20e eeuw ondergingen 37 en 39 een tweede renovatie/restauratie, nadat in 1964 een eerste kleine had plaatsgevonden. 

## Gevelsteen
Beeldhouwer Wim Vermeer  heeft rond 1996 in zijn gezamenlijk atelier met Tobias Snoep een gevelsteen "voor het plezier" ontworpen en gemaakt die verwees naar het laatste schrikkeljaar van de 20e eeuw, 1996. Het atelier schakelde vermoedelijk de "Stichting Vrienden van Amsterdamse Gevelstenen" in om tot plaatsing van die steen te kunnen komen. Deze benaderde Stadsherstel en zo kwam de gevelsteen in Nieuwe Keizersgracht 37 terecht. De tekst om een beeltenis vermeldt daarom Eens in de vier jaar; de cijfers van het jaartal staan vermeld in de hoeken. Tegen een blauwe achtergrond is een stralende zon afgebeeld, die waarschijnlijk het portret van Wim Vermeer heeft meegekregen; de gevelsteen werd op 29 maart 1996 (zijn verjaardag). Het werd Vermeers laatste gevelsteen; hij overleed in oktober 1996. 

## Bekende bewoners en buren
De familie Heymann woonde er in de tweede helft van de 19e eeuw. Vader Isaac Heymann (voorzanger van synagoge) en moeder Rebecca Göttinger brachten er vijf muzikale kinderen voort: Louise Heymann en Sophie Heymann werden zangeres, Carl Heymann en Johanna Heymann pianisten, Sara Heymann werd pianolerares.  
Aan de overzijde van de gebouwen staat het (voormalige) "Huis van Barmhartigheid", in de omgeving ooit nog de "Keizerlijke Kolfbaan" en tijdens de Tweede Wereldoorlog was op de Nieuwe Keizergracht 58 de Joodse Raad voor Amsterdam gevestigd; de gracht heette toen Nieuwe Martelaarsgracht.  
Aan de overzijde van de Weesperstraat werd in 2021 het Holocaust Namenmonument onthuld; ook ligt daar sinds 2013 in de kade het oorlogsmonument De Schaduwkade.  